# 江藤潤
江藤 潤（えとう じゅん、1951年〈昭和26年〉10月28日 - ）は、日本の俳優、タレント、歌手。東京都出身。身長170cm、血液型はA型。amB'z(アンビズ）所属。

## 人物・経歴
明星大学中退後、ミュージシャンの兄・勲のもとでベースやピアノを弾いている内、渡辺プロダクション専属楽団指揮者でありプロデューサーでもあるチャーリー石黒に見いだされ、1972年、日本ビクターより「若すぎる恋」で歌手デビュー。
1975年、中島丈博脚本・黒木和雄監督の『祭りの準備』で主演し、俳優へと転向。
1976年から1978年に放送されたテレビドラマ『青春の門』でも主演。
日本青年館で行われた『表白のとき〜小諸 藤村と冬子』では主役（島崎藤村）を演じた。
2019年7月に、小倉一郎・仲雅美・三ツ木清隆と、4人組音楽ユニットのフォネオリゾーンを結成してデビュー。

## 出演

### 映画
- 祭りの準備（1975年） - 沖楯男
- 青春の殺人者（1976年） - 宮田道夫
- 白熱デッドヒート（1977年） - 新庄卓
- 帰らざる日々（1978年） - 黒岩隆三
- 戦国自衛隊（1979年） - 県信彦 一士
- 純（1980年） - 純
- 男はつらいよ 寅次郎ハイビスカスの花（1980年） - 国頭高志
- アッシイたちの街（1981年） - 早坂浩
- 遠雷（1981年） - 農協職員
- あゝ野麦峠 新緑篇（1982年） - 宮田常治
- 南極物語（1983年） - 徳光
- 人魚伝説（1984年） - 佐伯啓介
- 熱海殺人事件（1986年） - 水野朋子の婚約者
- 風のあるぺじお（1987年） - はしだのりひこ
- 鉄道員 （1999年） - 新村
- ゴジラ×メカゴジラ（2002年） - 特自幹部[1]
- 火垂るの墓（2008年） - 本城雅夫
- THE ACTOR -ジ・アクター-（2016年） - 中澤(Vシネマ監督)
- おばあちゃんの秘密（2026年公開予定） - 宝井[5]

### テレビドラマ
- おこれ!男だ（1973年 - 1974年、日本テレビ）
- 荒野の用心棒 第22話「謎の密輸地帯に潜入して…」（1973年、NET・三船プロ） - 陣屋の手先
- バーディー大作戦 第7話「スター結婚式殺人事件」（1974年、TBS・東映） - 水野あきら
- 明日がござる（1975年 - 1976年、TBS）
- 夜明けの刑事 第44話「裂けた三角関係殺人!」（1975年、TBS） - 木下実
- 青春の門（1976年、毎日放送） - 伊吹信介
- 刑事物語・星空に撃て!（1976年、フジテレビ） - 星日出夫
- ほんとうに（1976年 - 1977年、TBS）- 湯村敬太
- まひる野（1977年、フジテレビ）
- 美しい橋（1977年、TBS）
- 大河ドラマ（NHK総合）
  - 黄金の日日（1978年） - 小太郎
  - 徳川慶喜（1998年） - 早川重吉
- 愛がわたしを（1978年、TBS）
- ハッピーですか? (1978年、日本テレビ) - 学
- 不毛地帯（1979年、毎日放送） - 鮫島倫敦
- 雲霧仁左衛門（1979年、関西テレビ） - 因果小僧六之助
- 額田女王 (1980年) - 定恵
- あゝ野麦峠（1980年、TBS）
- 連続テレビ小説（NHK総合）
  - なっちゃんの写真館（1980年）
- 東芝日曜劇場（TBS）
  - 「おふくろの青春」（1980年、北海道放送）[6]
  - 「ぼくの妹に・その7」（1980年）
- 服部半蔵 影の軍団シリーズ（関西テレビ・東映）
  - 影の軍団II（1981年 - 1982年） - 鶴三
  - 影の軍団幕末編（1985年） - 岡田以蔵
- 大江戸捜査網（テレビ東京・三船プロ）
  - 第119話「大江戸残酷秘話」（1973年）
  - 第518話「涙の仇討ち慕情」（1981年）
- 御宿かわせみ 第2シリーズ 第9話「幼なじみ」（1982年、NHK総合） - 植木屋清太郎
- 大奥 第44話「天使たちのエロス」（1984年、関西テレビ・東映） - 伝七
- 火曜サスペンス劇場（日本テレビ）
  - 「回遊海路〜北九州病院長バラバラ殺人事件」（1984年3月27日） - 水野（スナック経営者：事件の犯人）[7]
  - 「入れ代わった女」（1986年）
  - 「弁護士・高林鮎子6」（1989年） - 宮本信夫
  - 「取調室3」（1995年） - 武笠久司
  - 「小京都ミステリー16」（1996年） - 早坂信次
  - 「検事 霧島三郎6」（1999年） - 坂崎光一
- ニュードキュメンタリードラマ昭和 松本清張事件にせまる 第24回「連合赤軍の崩壊」（1984年、テレビ朝日・東映） - 植垣康博の声
- 失われた過去（1986年、TBS）
- 水戸黄門（TBS・C.A.L）
  - 第16部 第37話「初春献上二人彫・日光」（1987年1月5日） - 啓介
  - 第21部 第22話「仏の里の鬼退治・彦根」（1992年8月31日） - 良順
  - 第23部 第23話「命の恩人は大嘘つき・下関」（1995年1月16日） - 利三郎
  - 第24部
    - 第15話「仇を探す飴売り娘・熊本」（1995年12月25日） - 三枝市之丞
    - 第29話「兄を憎んだ弟の涙・鶴岡」（1996年4月15日） - 磯村半之丞

  - 第25部 第3話「縁切寺の縁結び・鎌倉」（1997年1月6日） - 小寺雄之助
  - 第26部 第7話「命を賭けた忍びの対決・豊後高田」（1998年3月30日） - 朝吉
  - 第28部 第23話「最強の敵現る!危うし白鷺城・姫路」（2000年8月21日） - 六兵衛
  - 第29部 第6話「危機一髪!影武者大作戦・高崎」（2001年5月7日） - 安藤重博
  - 第30部 第14話「激闘!忍びの対決・和歌山」（2002年4月15日） - 香川蔵人
  - 第31部 第22話「陰謀渦巻く福岡城・下関・博多」（2003年3月24日） - 五兵衛
  - 第32部 第15話「おいらの馬は日本一・三春」（2003年11月24日） - 善七
  - 第33部 第15話「暗雲晴らした鳥取城・鳥取」（2004年8月2日） - 池田綱清
  - 第34部 第14話「百鬼夜行の鬼ヶ島・大曲」（2005年4月25日） - 武田龍之進
  - 第35部 第6話「罠にはまったお嬢さん・日田」（2005年11月14日） - 和泉屋清五郎
  - 第36部 第15話「お娟が挑んだ女の決闘・徳山」（2006年11月13日） - 毛利元次
  - 第37部 第17話「育ての母、涙の決心・一関」（2007年7月30日） - 廣助
  - 第38部 第3話「昼行灯とあっぱれ女房・石見」（2008年1月21日） - 青木平四郎
  - 第39部 第19話「酔いどれ侍 奮い立て・松江」（2009年3月2日） - 景山半左衛門
  - 第40部 第3話「会津剣士、男の生きざま!・会津」（2009年8月10日） - 喜兵衛
  - 第41部 第8話「貞淑妻の意外な過去・奈良」（2010年11月29日） - 大和屋久兵衛
- 暴れん坊将軍シリーズ（テレビ朝日・東映）
  - 暴れん坊将軍II 第182話「燃える江戸城！男たちの一番纏!」(スペシャル)（1987年） - 島田源之進
  - 暴れん坊将軍VI 第22話「しっかり女房、降参する」（1995年） - 清兵衛
  - 暴れん坊将軍VII 第7話「愛妻騎馬奉行」（1996年） - 兵藤筑後守
- 銭形平次 第12話「仁人三脚、袖摺坂」（1987年） - 岩村勝之進
- 三匹が斬る! 第5話「空っ風、可愛い女の恨み文字」（1987年） - 清吉
- 傑作時代劇・半七捕物帳 十手無用の仮面舞踏会（1987年4月9日、テレビ朝日・東映） - 神田松吉
- 金曜女のドラマスペシャル・二重裁判 宿命の女（1987年4月24日、フジテレビ）
- 土曜ワイド劇場（テレビ朝日）
  - 「牟田刑事官事件ファイル6・奥鬼怒川湯けむり渓谷の殺意」（1987年）
  - 「混浴露天風呂連続殺人6」（1987年）
  - 「同居人カップルの殺人推理旅行1」（1994年） - 森田雄太郎
  - 「おとり捜査官・北見志穂8」（2004年） - 島村孝
  - 「温泉若おかみの殺人推理16」（2006年） - 相沢和男
  - 「100の資格を持つ女〜ふたりのバツイチ殺人捜査〜6」（2012年） - 安藤博志
  - 「再捜査刑事・片岡悠介4」（2012年） - 坂井光葉
- 大岡越前（TBS / C.A.L）
  - 第10部 第16話「名乗り出た三人の下手人」（1988年6月13日） - 梅吉
  - 第13部 第5話「冤罪晴らす情けの十手」（1992年12月14日） - 文次
  - 第15部 第11話「さまよう老人」（1998年11月23日） - 伊平
- 京大アメリカンフットボール部誕生秘話 君に涙は似合わない（1988年、朝日放送・テレパック）
- 女性作家サスペンス「車影、死者の使い」（1988年、関西テレビ・東映）
- さすらい刑事旅情編「新幹線ひかり・車内通話の男」（1988年、テレビ朝日・東映）
- 白い巨塔（1990年、テレビ朝日） - 弁護士　関口仁
- いのち草（1990年、よみうりテレビ・テレパック）
- 鬼平犯科帳 第2シリーズ 第14話「夜狐」（1991年、フジテレビ・松竹） - 夜狐の弥吉
- 世にも奇妙な物語　『幸福の選択』（1991年、フジテレビ）
- 花嫁（1991年、TBS）- 片倉良一
- 腕におぼえあり 第2シリーズ（1992年） - 銭屋徳兵衛
- 天下を獲った男 豊臣秀吉（1993年、TBS） - 前田利家
- 江戸を斬るVIII（1994年、TBS・C.A.L） - 片桐新八郎
- 江戸の用心棒 第1シリーズ 第12話「仕官の道の甘い罠」（1994年、日本テレビ・ユニオン映画） - 滝川太兵衛
- 銭形平次 第5シリーズ 第10話「過去からの告発」（1995年、フジテレビ） - 房吉
- 新・半七捕物帳（1997年、NHK総合）第7話「槍突き」- 弥太郎
- 金曜エンタテイメント（フジテレビ）
  - 「お局探偵亜木子&みどりの旅情事件帳2」（1998年） - 江口慶一郎
  - 「女ざかり!!区役所の名探偵3」（2002年） - 城島俊夫
  - 「浅見光彦シリーズ15」（2003年） - 芳崎潔
  - 「壁ぎわ税務官3」（2003年） - 鱶田鮫男
  - 「津軽海峡ミステリー航路3」（2004年） - 江川潤一
  - 「無医村に花は微笑む」（2006年） - 石井啓一
- 南町奉行事件帖 怒れ!求馬II 第3話「おれは用心棒」（1999年、TBS・C.A.L） - 松屋
- 御家人斬九郎 第4シリーズ 第7話「武者修行」（1999年、フジテレビ・映像京都） - 門倉十太夫
- 月曜ミステリー劇場（TBS）
  - 「万引きGメン・二階堂雪6」（2001年） - 大沢一雄
- ウルトラマンコスモス（2001年、毎日放送） - 鷹村教授
- 女優・杏子（2001年、東海テレビ） - 今田公彦
- はぐれ刑事純情派（テレビ朝日・東映）
  - （2001年） - 小田清次
  - 第15シリーズ 第15話（2002年） - 間山裕一
  - （2003年） - 小宮保 役
- 聞かせてよ愛の言葉を（2005年、TBS） - 安倍医師
- 女と愛とミステリー（テレビ東京）
  - 「松本清張没後10年企画・家紋」（2002年） - 生田市之助
  - 「旅行作家・茶屋次郎2」（2002年） - 白川清三郎
  - 「不倫調査員・片山由美4」（2003年） - 石打良三
  - 「さすらい署長 風間昭平2」（2004年） - 大久保刑事
  - 「渡された場面」（2005年） - 門野順三
  - 「信濃のコロンボ事件ファイル7」（2005年） - 野中警部
- 銭形平次 第1シリーズ 第6話「お静の危機!試された夫婦愛!!」（2004年、テレビ朝日） - 伊勢屋
- 八丁堀の七人（テレビ朝日・東映） 
  - 第5シリーズ（2004年） - 田所半介
  - 第7シリーズ（2006年） - 笹山平七郎
- 相棒（テレビ朝日・東映）
  - season3 第13話「警官殺し〜銃に残された赤い指紋」（2005年2月2日） - 長谷川修
  - season6 第3話 「蟷螂たちの幸福」（2007年11月7日） - 田橋不二夫
  - season17 第16話「容疑者 内村完爾」（2019年2月20日） - 笹山隆文
- 難波金融伝 ミナミの帝王33「野良犬の記憶」（2006年1月27日）
- 彼らの海（2006年、テレビ熊本） - 常田正行
- 剣客商売スペシャル「女用心棒」（2006年、フジテレビ・松竹） - 山崎屋卯兵衛
- 徳川風雲録 八代将軍吉宗（2008年、テレビ東京） - 徳川継友
- 特命係長 只野仁 スペシャル '08 大手銀行派遣女子行員が仕掛けた罠（2008年2月2日、テレビ朝日）
- 幻十郎必殺剣（2008年、テレビ東京） - 石母田釆女
- 月曜ゴールデン（TBS）
  - 「西村京太郎サスペンス 十津川警部シリーズ 生命〜ベールに包まれた誕生の秘密〜」（2008年） - 沢木実
  - 「美食カメラマン 星井裕の事件簿2」（2011年） - 長澤英一
  - 「刑事夫婦1」（2014年） - 小田切満男
  - 「警視庁南平班〜七人の刑事〜7」（2014年） - 山田岳士
- ハンチョウ〜神南署安積班〜シリーズ3 第2話（2010年7月12日、TBS） - 船村修一
- 警視庁捜査一課9係（2012年・2013年、テレビ朝日） - 三島昇
- 金曜プレステージ（フジテレビ）
  - 「小京都連続殺人事件×外科医 鳩村周五郎」（2013年10月18日） - 宮本源三
  - 「浅見光彦シリーズ49 不等辺三角形（2014年1月17日） - 井上孝夫
- 水曜ミステリー9・ドクターハート 薮田公介の事件カルテ2（2016年1月13日、テレビ東京） - 浅井国治
- 大岡越前3 第6話「源さん恋をする」（2016年2月19日、NHK BSP） - 藤川彦四郎
- 事件18（2017年10月5日、テレビ朝日） - 小向進

### 舞台
- 青春の門（日生劇場）初舞台
- 越前竹人形（三越劇場）
- 鹿鳴館（帝国劇場）
- 本牧ラグピッカーズ（本多劇場）
- 花の巴里の橘や（名鉄ホール）
- ブルーストッキングの女たち（本多劇場）
- 毒薬と老嬢（博品館劇場）
- 風流深川唄（三越劇場）
- ミュージカル・花・滝廉太郎（新神戸オリエンタル劇場・日本青年館ホール）
- ドライビング・ミス・ディジー（博品館劇場）
- 華岡青洲の妻（帝国劇場）
- お富与三郎恋しぐれ（南座）
- 夏の盛りの蝉のように（サンシャイン劇場他）
- 恋風（芸術座）
- ホロー荘の殺人（サンシャイン劇場）
- 本所深川ふしぎ草紙（新橋演舞場）
- 湯けむり仲居純情日記（新橋演舞場）
- 居酒屋ゆうれい（名鉄ホール）
- 女は遊べ物語（明治座）
- 水戸黄門（博多座・新歌舞伎座）
- 美しきものの伝説（新国立劇場）
- 妻たちの季節（名鉄ホール）
- 智恵子飛ぶ（新橋演舞場）
- 信濃の一茶（新橋演舞場）
- 長七郎天下ご免（明治座）
- マウストラップ（ウエストエンドスタジオ／2018年6月）
- お薬のクスリ（テアトルBONBON／2019年11月）
- 仁支川峰子「悪い女」シリーズ第5弾　悪い女は嘘をつく（築地本願寺ブディストホール／2021年4月）
- 浜辺の朝～俺たちのそれから～（俳優座／2021年10月）
- 仁支川峰子「悪い女」シリーズ第6弾　悪い女は霊感が強い（シアター・アルファ東京／2022年3月）
- せんにゅうかん〜ラスト・フレンド〜（サンモールスタジオ／2022年10月）
- Teacher（シアターグリーン／2023年8月）
- 御園座三月特別公演 水戸黄門（御園座／2024年3月）
- 図書館の子（シアターΧ／2024年5月）[8]
- 荒木町ラプソディー（シアターΧ／2024年6月）[9]

### テレビアニメ
- 青春アニメ全集（1986年） - 芳一

### OVA
- 世界の光 親鸞聖人（1992年） - 平太郎

### その他
- スター千一夜（フジテレビ）
- クイズ面白ゼミナール（NHK総合）
- コメディーお江戸でござる（NHK総合）
- バラエティーざっくばらん（NHK総合）
- 奥さま8時半です[10]（TBS）
- 料理バンザイ!（テレビ朝日）

### プロモーションビデオ
- ECHOES/Lovin' Yo